# Little Boxes (filme)
Little Boxes é um filme de comédia dramática norte-americano de 2016, dirigido por Rob Meyer e roteirizado por Annie Howell. É estrelado por Melanie Lynskey, Nelsan Ellis, Armani Jackson, Oona Laurence, Janeane Garofalo e Christine Taylor. Estreou mundialmente no Festival de Cinema de Tribeca em 15 de abril de 2016 e lançado em 14 de abril de 2017, pela Gunpowder & Sky.